# Vlag van Pepingen
De vlag van Pepingen werd door de gemeenteraad op 28 november 1985 officieel vastgesteld als de gemeentelijke vlag van de Vlaams-Brabantse gemeente Pepingen. Op 2 december 1985 werd hij door het college van burgemeester en schepenen bevestigd en uiteindelijk gepubliceerd op 8 juli 1986 in het officiële Belgisch Staatsblad.
Officieel wordt de vlag beschreven als:
Drie banen van zwart, van geel en van zwart, lengteverhouding 1 : 2 : 1, met op het midden het wapenschild van de gemeente.
De kleuren van de vlag zijn afkomstig op het gemeentewapen, dat ook op de vlag is afgebeeld.

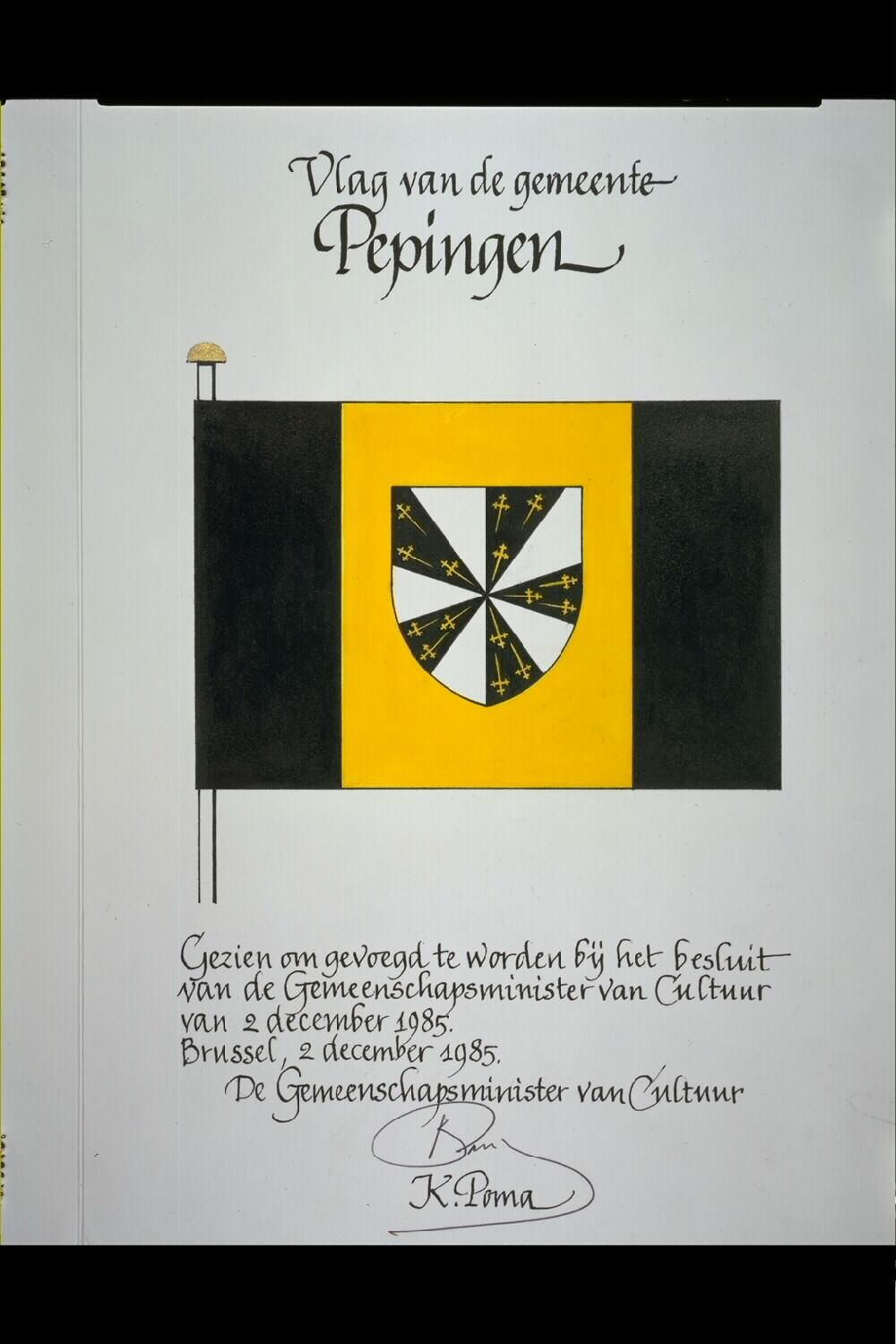
Ontwerp vlag getekend door Karel Poma